# 1913 en Lorraine
Chronologie de la Lorraine
- 1909
- 1910
- 1911
- 1912
- 1913
- 1914
- 1915
- 1916
- 1917

Cette page est une liste d'événements qui se sont produits durant l'année 1913 en Lorraine.

## Éléments contextuels
- Le gisement ferrifère lorrain est alors classé parmi les plus vastes du monde et ses réserves sont estimées à six milliards de tonnes de minerai, susceptibles de contenir 1950 millions de tonnes de fer. En 1913, la production du bassin ferrifère lorrain dépasse les 41 millions de tonnes, dont 21 pour la Moselle et 20 pour la Meurthe-et-Moselle. La Lorraine est la deuxième région productrice au monde, derrière les États-Unis[1].

## Événements

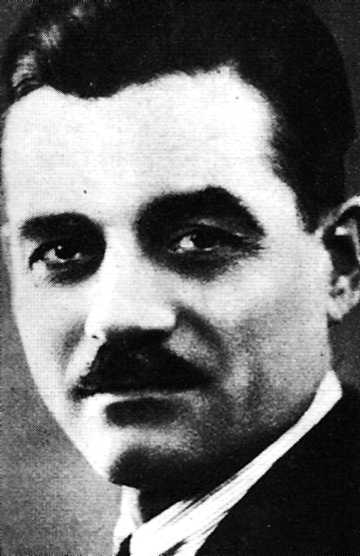
Eugène Dieudonné.

Zeppelin à Lunéville

- Érection par Guillaume II d'Allemagne du Lycée agricole de Château-Salins.
- Construction des  Archives de la Meuse  à Bar-le-Duc[2].
- Jean Bouloumié succède à son père Amboise (décédé en 1903) à la direction de la station thermale de Vittel. Puis il succède en 1929 à son oncle Pierre (1884-1929), frère cadet d'Ambroise, médecin militaire, à la tête du conseil d'administration de la Société des Eaux de Vittel.
- René Grosdidier, après deux tentatives infructueuses, est élu sénateur, en remplacement de Raymond Poincaré, élu président de la République.
- Albert Thiery est élu député de la Meuse. Il siège jusqu'en 1919, inscrit au groupe de la Gauche démocratique.

- 17 janvier : Raymond Poincaré, un Meusien devient président de la République[3],[4],[5].
- 22 janvier : Le Souvenir français est dissous en Alsace-Lorraine annexée.
- 27 février : Eugène Dieudonné, nancéien, accusé d'être membre de la Bande à Bonnot est condamné à Mort. Il sera gracié le 21 avril, le jour prévu pour son exécution[3].
- Mars : la rédaction de l'Est Républicain s'installe dans un hôtel conçu par l'architecte français Pierre Le Bourgeois dans le style de l'École de Nancy. En parallèle, le directeur achète une nouvelle rotative d'une vitesse de 20 000 exemplaires par heure, permettant d'accroître le nombre de pages et d'éditions sans augmenter le prix[6],[7].
- 3 avril : un Zeppelin IV se pose à Lunéville, alors ville proche de la frontière avec l'Allemagne. L'équipage se serait égaré du fait d'un brouillard épais et ne disposait plus d'assez de carburant pour regagner l'Allemagne une fois l'erreur constatée[8]. Il repart le lendemain[5].
- 23 juillet : arrivée à Longwy de la 13ème étape du Tour de France. Le départ avait été donné de Belfort.
- 25 juillet : le Tour de France part de Longwy en direction de Dunkerque.

## Inscriptions ou classements aux titre des monuments historiques
- En Meurthe et Moselle : Citadelle de Longwy[9]
- En Meuse : Église Saint-Rémy de Nettancourt[10]
- Dans les Vosges : Église Saint-Nicolas de Charmes[11], Abbaye Saint-Hydulphe de Moyenmoutier[12]

## Naissances

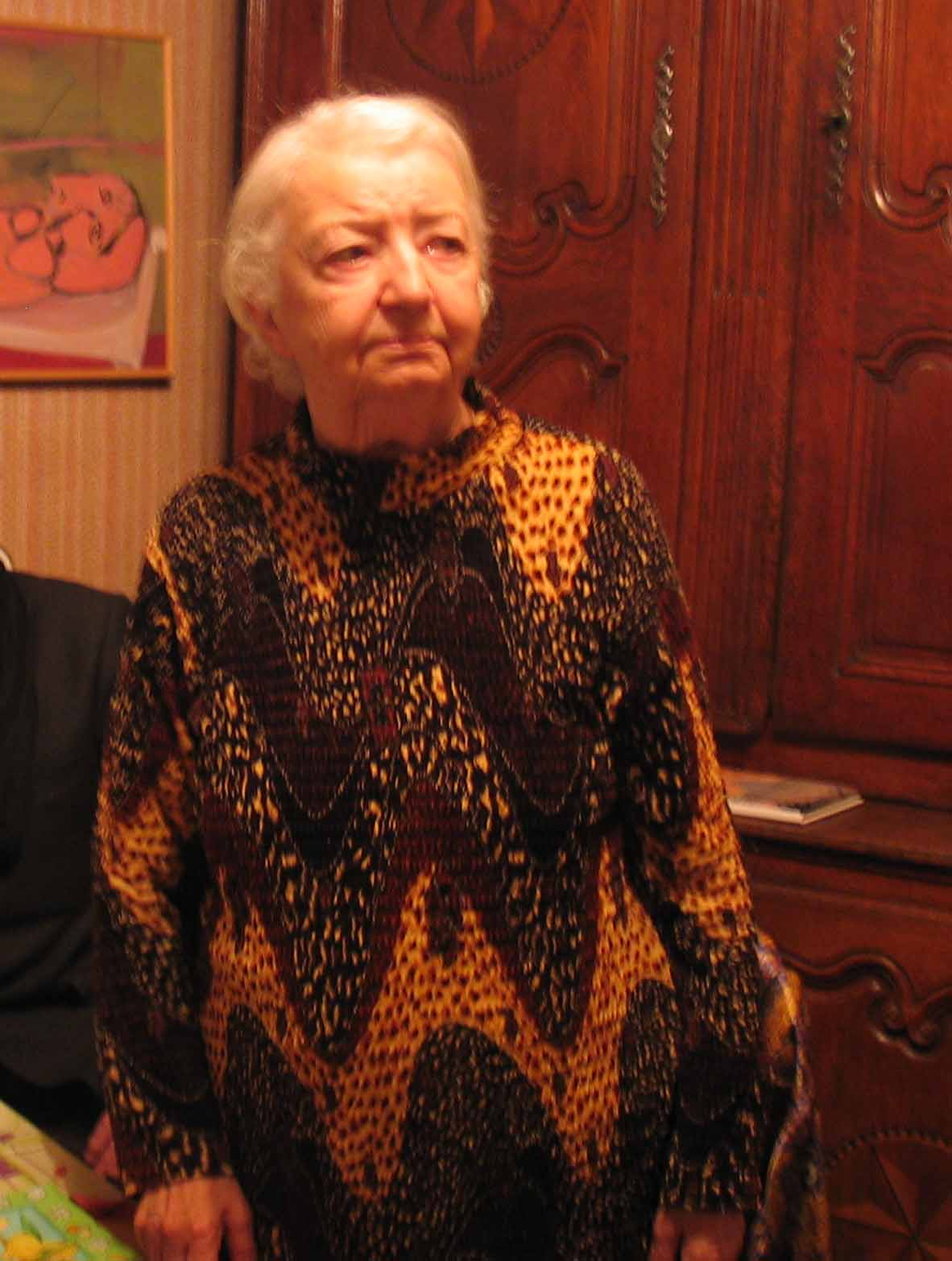
Solange Bertrand.

- 1 janvier à Metz : Joachim Pötter ou Poetter (décédé en 1992), officier supérieur de la Luftwaffe de la Seconde Guerre mondiale. Il a reçu la très convoitée Croix de chevalier de la Croix de fer en 1942. Crédité de 161 missions de combat, dont 118 en Russie, blessé à trois reprises, Joachim Pötter termina sa carrière dans la Bundeswehr, en 1971[13].
- 8 janvier à Malzéville : Boris Simon-Gontcharov, mort à Saint-Cloud le 14 avril 1972, peintre, un écrivain et un traducteur français.
- 15 janvier à Nancy : Pol Konsler, tireur sportif français, membre de la société de tir de Nancy, mort le 21 septembre 2007 à Nancy.
- 23 janvier à Metz : Stany Cordier (décédé à Asnières-sur-Seine le 24 septembre 1982), réalisateur français.
- 29 janvier à Longwy : Pierre Dondelinger, mort le 12 avril 2000 à Faverolles (Eure-et-Loir), athlète français.
- 30 janvier à Nancy : François Boquet, mort le 19 février 1987 à Clichy (Hauts-de-Seine), militaire et résistant français, compagnon de la Libération.
- 4 février à Nancy : André Vahl, mort le 18 novembre 1983 à Vandœuvre-lès-Nancy[14], peintre et graveur français.
- 12 février à Metz : Anni Steuer  (décédée en 1995), athlète allemande. Spécialiste du 80 mètres haies, elle remporta une médaille aux Jeux olympiques de Berlin.
- 17 février à Mercy-le-Bas : Marc Jacquet, homme politique et industriel français, mort le 18 avril 1983 à Paris[15].
- 22 février à Rupt-sur-Moselle (Vosges) : Jean Montémont, mort le 14 février 1959 à Remiremont (Vosges), instituteur, professeur de dessin et peintre français.
- 10 mars à Commercy : Nicole de Hauteclocque, née Nicole de Saint-Denis , morte le 18 janvier 1993 à Paris[16], femme politique française. Elle a été députée gaulliste de Paris de 1962 à 1986, élue municipale du 15e arrondissement et première femme présidente du Conseil de Paris, de 1972 à 1973.
- 12 mars à Mirecourt : Max Leognany, mort à Paris 12e le 11 février 1994[17], sculpteur et médailleur français.
- 20 mars à Montigny-lès-Metz (alors annexé à l'Empire allemand) : Solange Bertrand, morte dans la même ville le 22 janvier 2011[18], artiste peintre française.
- 22 mars à Metz : Albert Eiselé (1913-1992) est un avocat français[19] connu pour avoir été l'auteur de nombreux articles sur le patrimoine lorrain.
- 24 mars à Rogéville : Angel Villerot, mort le 19 mars 2006 à Biarritz (Pyrénées-Atlantiques), militaire et Français libre, compagnon de la Libération[20].
- 1er mai à Val-et-Châtillon : Charles Thomas, décédé le 14 octobre 1944 à Cirey-sur-Vezouze, militaire et résistant français.
- 8 mai à Gérardmer : André Gardère, mort le 16 février 1977 dans le 5e arrondissement de Paris[21], escrimeur français, maniant le fleuret et le sabre.
- 30 mai à Nancy : Maurice Colin, mort le 14 mars 1999 à Ruffey-lès-Echirey[22] à Dijon, professeur honoraire à l'université de Dijon, agrégé de russe[réf. nécessaire] et d'allemand (1935)[23], il a traduit notamment Alexandre Pouchkine et les fables de Ivan Krylov.
- 2 août à Rédange : Pierre Clemens, mort le 26 août 1963 à Bettembourg, coureur cycliste luxembourgeois des années 1930 et 1940.
- 8 août à Longuyon : Yvonne Fontaine, de nom de code Nénette et Mimi, morte le 9 mai 1996, membre de la Résistance française et agente du Special Operations Executive (SOE, « Direction des opérations spéciales ») du Royaume-Uni pendant la Seconde Guerre mondiale. Le SOE avait pour mission de soutenir les divers mouvements de résistance des pays d'Europe occupés par l'Allemagne et menait des actions d'espionage, de sabotage et ou de reconnaissance en Europe occupée. Les agents du SOE coopérèrent avec des groupes de résistance et leur fournirent des armes et du matériel parachutés depuis le Royaume-Uni.
- 9 août à Pierrepont-sur-l'Arentèle : Pierre Isodore Blanck, mort le 1er avril 1993 à Épinal, homme politique français. Il est maire socialiste d'Épinal de 1977 à 1983[24].
- 30 août à Moncel-sur-Seille : Robert Kiffer (1913-1974) , agent secret français pendant la Seconde Guerre mondiale. Agent double, il travailla pour la résistance (réseau de renseignements franco-polonais INTERALLIÉ et réseau action britannique Jean-Marie-DONKEYMAN) et pour l’Abwehr, le service de contre-espionnage de l’armée allemande. Condamné à mort après la guerre, il fut amnistié.
- 15 septembre à Écrouves : Anne Gacon, artiste peintre du XXe siècle, journaliste et correspondante de guerre, née Anne-Marie Plenet, morte le 2 mai 1987 à Marseille[25].
- 25 septembre à Gérardmer : Gilberte Cournand, née Gilberte Violetta Sinère Scarset, morte le 28 juillet 2005 à Louveciennes[26], journaliste et critique de danse, galeriste, libraire et aussi mécène française.
- 18 octobre à Remiremont : Odile Schweisguth, morte le 26 mars 2002 à Cotâpre (Molphey), médecin cancérologue française. Elle est connue comme pionnière de la cancérologie pédiatrique en Europe et comme fondatrice du premier service de cancérologie de l'enfant à l'institut Gustave-Roussy.
- 23 octobre à Knutange : Émile Engel, décédé le 13 novembre 2002 à Metz (Moselle), est un homme politique français.
- 14 novembre à Nancy : Jacques de Villiers, mort le 28 janvier 2000 à La Roche-sur-Yon, résistant, chef d'entreprise et homme politique français.
- 18 novembre à Nancy : René Lenoir, mort le 4 novembre 1996 au Cannet, ingénieur et résistant français, compagnon de la Libération. Mobilisé au début de la Seconde Guerre mondiale, il est capturé par la Wehrmacht lors de la bataille de France et interné en Allemagne d'où il parvient à s'évader. Ayant rejoint la France libre, il participe à l'épopée de la 2e division blindée, de la Normandie à Berchtesgaden en passant par Paris.
- 23 novembre à Gugney-aux-Aulx : Marcel Boulangé, mort le 29 mai 1995, homme politique français.
- 30 novembre à Saint-Maurice-sur-Moselle : René Briot, mort à Bussang le 8 octobre 1991, militaire français, Compagnon de la Libération. Engagé volontaire des troupes coloniales, il est sous-officier lors du déclenchement de la Seconde Guerre mondiale. Choisissant de poursuivre la lutte contre l'Allemagne, il se rallie à la France libre et participe aux combats du Moyen-Orient, d'Afrique du Nord et d'Italie avant de prendre part à la libération de la France. Il est plus tard engagé dans la guerre d'Indochine avant de quitter l'armée et de finir ses jours dans ses Vosges natales.
- 4 décembre à Épinal : Thérèse Blondeau, nageuse française , morte le 28 juin 2013 à Argenteuil[27].
- 26 décembre à Nancy : André Hollande, mort le 29 janvier 1998 à Verrières-le-Buisson, est un entomologiste et protistologiste français.

## Décès
- 17 avril à Commercy : Charles Albert Guichard, médecin français né à Troyes le 22 juillet 1874, qui s’est distingué sous différents pseudonymes dont celui d’Éric Simac (jeu de mots, allusion au médecin Érixymaque du Banquet de Platon), par ses travaux bibliographiques et ses recherches sur l’homosexualité durant la Belle Époque. Selon Kevin Dubout[28], il est possible que ce soit le Dr Guichard qui se cache sous les pseudonymes de J. de la Foncazeaux[29],  H. Routhier[30], de Guy Delrouze[31], auteurs d’articles remarqués sur l’homosexualité.
- 19 juillet à Nancy : Charles Keller, aussi connu sous son pseudonyme Jacques Turbin, né à Mulhouse, dans le Haut-Rhin, le 30 avril 1843,ingénieur, poète et militant politique français.
- 22 août à Nancy : Ernest Bussière né le 30 juillet 1863 à Ars-sur-Moselle[32], sculpteur et céramiste français de l'École de Nancy.